# Josep Cabús Pedrol
Josep Cabús Pedrol (Lleida, 1921 - 2018) fou un practicant i funcionari lligat al sistema sanitari i administratiu de Lleida durant més de cinquanta anys. Va patir la repressió franquista que no li va reconèixer la titulació obtinguda al 1938 i va viure en primera persona la invasió dels maquis per la Vall d'Aran.

## Biografia
Josep Cabús Pedrol va néixer a Lleida l'any 1921, al carrer Múrcia del Pla de l'Aigua. Va ser bategat a l'església de Sant Martí del seu barri. El seu pare era estorer i li va transmetre una filosofia de vida basada en el treball i l'autosuperació.
Va iniciar la seva formació acadèmica al Col·legi Cervantes situat davant del Mercat del Pla de l'aigua, més tard el Col·legi el van traslladar al carrer Jaume I, el Conqueridor tocant a l’església de Sant Martí, aquesta proximitat va propiciar la seva amistat amb mossèn Pelegrí, el "cura rojo", batejat així pel Bisbe de Lleida Aurelio del Pino Gómez. En aquesta època va formar part d’una agrupació religiosa anomenada Avantguardistes comandada per mossèn Ramon Macarulla.
Va cursar l’ ingrés a batxillerat a Estudis Ilerdencs, on destacà per la seva interacció amb professors com Salvador Roca i Lletjós. La Guerra Civil Espanyola va interrompre els seus estudis, va sobreviure al bombardeig del Liceu Escolar, el novembre del 1937 que va deixar un gran nombre de morts, sobretot nens i mares dels infants. Després d’aquest fet la seva família es va refugiar a Butsènit, a la Torre Balagueró propietat d’un oncle seu. Va sobreviure a un episodi greu de tifus exantemàtic durant la guerra, que el va tenir en coma quasi un mes.
El març del 1938, van ser espentejats pels militars fora de Lleida, i van fugir amb la família Ochoa Cañelles que viatjava amb una nena d’11 anys la Maria del Carme a la que li deien Maruja, primer van estar amagats  al camí de Granyena en forats sota terra, d’allí, es van dirigir cap a Bell-lloc, patint un bombardeig pel camí, van anar a peu fins a Mollerussa on van agafar un tren cap a Sabadell i dos dies després van arribar al seu destí al carrer Alcolea del barri de Sants de Barcelona.
Assentats a la ciutat el pare va començar a treballar en una gasolinera de la Diagonal i la mare i la germana petita van trobar acollida a l'ambaixada russa, que les feia treballar al servei de cuina i de costura, així s'asseguraven cada dia l'esmorzar i el dinar.
Al 1941 va retrobar-se de forma casual amb la Maruja i ja no es van separar, van estar promesos durant sis anys i  després a l'any 1946, es van casar, estant junts fins a la seva mort, a l'any 2007.

## Trajectòria acadèmica i professional
El 1938, es va matricular a la Facultat de Medicina de l'Hospital Clínic de Barcelona per estudiar la carrera de practicant. Estudiava a partir dels dos volums del "Manual del Practicante y de la Enfermera", del Dr. Lorenzo García Tornel.  Va viure situacions crítiques durant la guerra, com atendre ferits dels bombardejos a les Rambles. Va completar els dos cursos acadèmics i la revàlida en sis mesos.
L'abril del 1939, en tornar a Lleida, es va trobar amb greus dificultats per exercir la seva professió de practicant degut a la repressió franquista. Davant d'aquesta situació, va trobar feina a la Cambra de Propietat Urbana, on va treballar des de 1940 fins al 1991, exercint diverses responsabilitats administratives i financeres.
El 1942 va ser cridat a fer el servei militar al Castell de Gardeny  a Lleida i, gràcies al seu títol de practicant, va ser assignat com a caporal practicant al batalló de muntanya número 1. Era l’encarregat dels reconeixements mèdics dels soldats i, de vacunar-los del tifus. Va iniciar un registre per a les prevencions de malalties de transmissió sexual.
Va tornar a ser mobilitzar el 5 de juny de 1944 quan els maquis van entrar pels Pirineus, a Sort van muntar el primer botiqui en un edifici de la plaça de l’església. El  15 d'octubre a Rialp, els van anunciar l'arribada del General Moscardó i el dia 19 es va produir la invasió dels maquis per la Vall d'Aran. Uns dies després el 22 d’octubre va ser requerit per anar a recollir amb ambulància a l'Hospital de Viella uns ferits, l’estat de la carretera era molt dolent i, per la quantitat de neu i el mal temps van quedar bloquejats al port de la Bonaigua, amb temperatures negatives de 24 graus, més de trenta sis hores fins ser rescatats pels sapadors.
Finalment el 19 d'octubre és llicenciat, després de vint-i-cinc mesos al castell de Gardeny i tretze mesos al maquis, en total quaranta-un mesos de servei militar.
Després de casar-se, el 1947 es va col·legiar a Lleida com a practicant. Va treballar en diverses empreses, com Made (1955-1964), Autotractor (1974-1983) i Sant Miquel (1977-1991). Va convalidar el seu títol pel d'Ajudant Tècnic Sanitari el 1952 i va exercir com a practicant privat fins al 1978.
Durant la seva carrera, va mantenir una gran dedicació als pacients, quan havia d'administrar la penicil·lina cada tres hores, es quedava a dormir a casa dels pacients per tal d'assegurar la correcte administració del fàrmac. Feia moltes visites domiciliaries, visitava als domicilis, a torres i a cases de pagès, primer anava amb bicicleta, i després en moto. Les practiques més usuals eren punxar antibiòtics i bismut, posar vacunes i prendre la tensió amb un aparell de mercuri vertical.  Eren tractaments encaminats a les malalties més freqüents de l'època: tuberculosis, tifus i malalties venèries.
De 1954 a 1958 va formar part de la junta de govern del Col·legi oficial de Practicants de Lleida com a tresorer.
Es va retirar definitivament el 1991, després de més de cinquanta anys de servei a la sanitat. Va morir a la ciutat de Lleida el 2018.